# Saint-Charles-de-Drummond
Saint-Charles-de-Drummond est un secteur de la ville de Drummondville, elle était avant 2004, une municipalité comptant approximativement 5 000 habitants. Il est nommé en l'honneur de l'évêque Charles Borromée.